# Tropidurus arenarius
Tropidurus arenarius is een hagedis uit de familie kielstaartleguaanachtigen (Tropiduridae).

## Naam en indeling
De wetenschappelijke naam van de soort werd voor het eerst voorgesteld door Johann Jakob von Tschudi in 1845. Oorspronkelijk werd de wetenschappelijke naam Steironotus (Eulophus) arenarius gebruikt.

### Synoniemen
- Liocephalus lineogularis Werner, 1901
- Liocephalus rhodogaster Boulenger, 1901
- Ophryoessoides arenarius Tschudi, 1845
- Steironotus arenarius Tschudi, 1845
- Stenocercus arenarius Tschudi, 1845

## Verspreidingsgebied
Tropidurus arenarius leeft in delen van Zuid-Amerika en komt endemisch voor in Peru. De hagedis is bekend in Huacho ten noorden van de hoofdstad Lima. Over de habitat is niets bekend.

## Beschermingsstatus
Door de internationale natuurbeschermingsorganisatie IUCN is de beschermingsstatus 'onzeker' toegewezen (Data Deficient of DD).